# David Trott
Pour l’article homonyme, voir Dave Trott.

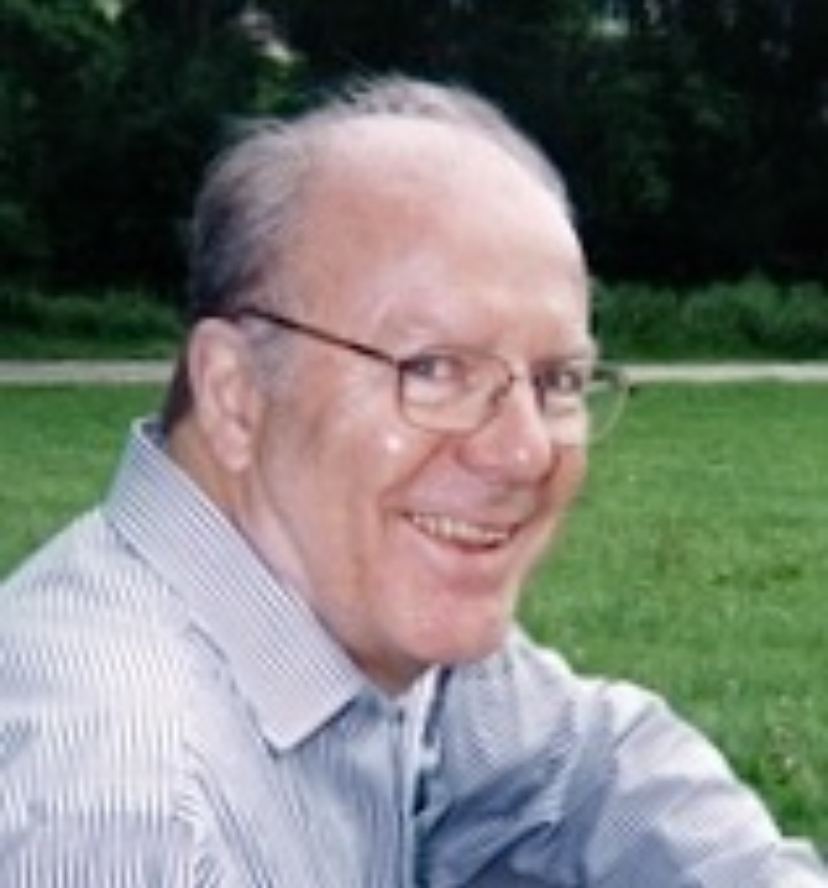
David Trott en 2002

David Trott, né le 1er octobre 1940 et mort à Toronto le 2 mars 2005, est un professeur et chercheur canadien en études littéraires. Son champ de spécialisation est le théâtre des XVIIe et XVIIIe siècles, qu’il a été un des premiers à étudier en mettant à contribution les outils numériques. Il a beaucoup écrit, entre autres auteurs, sur Louis Fuzelier et sur Marivaux, ainsi que sur les scènes non officielles sous l’Ancien Régime.
Après des études de premier cycle à l’Université de la Colombie-Britannique (1962) et une maîtrise de l’Université de Toronto (1963), David Trott y obtient son doctorat pour une thèse intitulée « The Interplay of Reality and Illusion in the Theatre of Marivaux », sous la direction de W.S. Rogers. Il enseigne toute sa carrière à l’Université de Toronto à Mississauga.
Pour Françoise Rubellin, Théâtre du XVIIIe siècle. Jeux, écritures, regards. Essai sur les spectacles en France de 1700 à 1790 est un livre « majeur pour la connaissance du théâtre de l’époque, qui nous débarrasse enfin d’un bon nombre de clichés jusqu’alors recopiés d’une synthèse à l’autre », dans lequel « David Trott renouvelle considérablement notre approche de ce XVIIIe siècle passionné de théâtre ». Michel Biard signale des « pages passionnantes sur Marivaux et la théâtralité, sur l’importance de Diderot comme théoricien du théâtre ou encore sur les efforts de Mercier pour que toutes les couches sociales soient présentes sur scène ». Dominique Quéro considère l’ouvrage « remarquable » et écrit de son auteur qu’il est un des « meilleurs connaisseurs et promoteurs » du théâtre du XVIIIe siècle ».
Sa réflexion sur la place des outils numériques dans les études littéraires a porté sur trois objets. Avec Barry Russell et Jeffrey Ravel, en 2002, il est un des membres fondateurs de CÉSAR, le Calendrier électronique des spectacles sous l’Ancien Régime et la Révolution. Ainsi que le rappelle Michèle Weil-Bergougnoux, sa collaboration aux activités de la SATOR (Société d’analyse de la topique romanesque) a été « déterminante » pendant une douzaine d’années. Enfin, il s’est tôt intéressé à la place de l’informatique dans l’enseignement des langues.

## Publications[7]

### Livres
Études
- Théâtre du XVIIIe siècle. Jeux, écritures, regards. Essai sur les spectacles en France de 1700 à 1790, Montpellier, Espaces 34, 2000, 304 p. Ill.  (ISBN 2-907293-65-6)

Éditions de textes
- « Histoire et recueil des lazzis », Studies on Voltaire and the Eighteenth Century, no 338, 1996, viii/272 p. Avec Judith Curtis.
- Delisle de la Drevetière, Arlequin sauvage, Le faucon et les oies de Boccace, Montpellier, éditions Espaces 34, coll. « Espace Théâtre », 1996, 165 p.  (ISBN 2-907293-24-9)

Ouvrages collectifs
- L’Âge d'or du théâtre en France, Edmonton, Academic Printing, 1988, 374 p. (avec Nicole Boursier).
- La Naissance du roman en France, Paris-Seattle-Tügingen, Biblio 17, coll. « Papers on French Seventeenth Century Literature », 1990, 156 p. (avec Nicole Boursier).

### Articles et chapitres de livres (sélection)
Sur Marivaux
- « Des Amours déguisés à la Seconde Surprise de l'amour : Étude sur les avatars d'un lieu commun », Revue d'histoire littéraire de la France, vol. 76, no 3, mai-juin 1976, p. 373 384.
- « Marivaux et la vie théâtrale de 1730 à 1737 », Études littéraires, vol. 24, no 1, été 1991, p. 19-29  (ISSN 0014-214X)
- « Production et réception du théâtre de Marivaux : le cas de La Double Inconstance et du Jeu de l'amour et du hasard », L’École des lettres II, vol. 88, no 8, février 1997, p. 5-18.  (ISSN 0765-6017).

Sur Louis Fuzelier
- « Louis Fuzelier et le théâtre : vers un état présent », Revue d'histoire littéraire de la France, vol. 83, no 4, juillet-août 1983, p. 604 617.
- « Textes et réécritures de textes : le cas des Fêtes grecques et romaines de Louis Fuzelier », Man and Nature/L’homme et la nature (Canadian Society for Eighteenth-Century Studies/Société canadienne d’étude du dix-huitième siècle), no 3, 1984, p. 77-88.  (ISSN 0824-3298),  (ISBN 0-920980-04-X et 0-920980-05-8).
- « Pour une histoire des spectacles non officiels : Louis Fuzelier et le théâtre à Paris en 1725 26 », Revue d'histoire du théâtre, no 3, 1985, p. 37 57.
- « A Clash of Styles : Louis Fuzelier and the “New Italian Comedy” », dans Domenico Pietropaolo (dir.), The Science of Buffoonery : Theory and History of the Commedia dell'Arte, Toronto, University of Toronto, Dovehouse Editions, coll. « Italian Studies », no 3, 1989, p. 101-115.

Sur le spectacle « à l’italienne »
- « Du jeu masqué aux Jeux de l’amour et du hasard : l’évolution du spectacle à l’italienne en France au XVIIIe siècle », Man and Nature/L’homme et la nature (Canadian Society for Eighteenth-Century Studies/Société canadienne d’étude du dix-huitième siècle), no 5, 1986, p. 177-190.  (ISSN 0824-3298),  (ISBN 0-920980-13-9).
- « “Histoire et recueil des lazzis” : le fonctionnement des jeux de théâtre secrets à Paris en 1731-1732 », Studies on Voltaire and the Eighteenth Century, no 319, 1994, p. 117-128  (ISSN 0435-2866).
- « Histoire et recueil des lazzis, A Case of Early Performance Analysis », dans Domenico Pietropaolo (sous la dir. de), The Performance Text, New York, Ottawa, Toronto, Legas, 1999, p. 251-263.
- « Migration, naturalisation et transformation : les dernières années de la Comédie-Italienne en France (1752-1779) », dans Raymonde Monnier (dir.), À Paris sous la Révolution. Nouvelles approches de la ville, Paris, Publications de la Sorbonne, 2008.  (ISBN 978-2-85944-596-6),  (ISSN 1243-0269).

Sur les scènes non officielles
- « French Theatre from 1700 to 1750 : The “Other” Repertory », dans Eighteenth-Century French Theatre : Aspects and Contexts, Studies presented to E.J.H. Greene, University of Alberta, 1986, p. 32-43.
- « Deux visions du théâtre : : la collaboration de Lesage et Fuzelier au répertoire forain », dans Jacques Wagner (dir.), Lesage, écrivain (1695-1735), Amsterdam et Atlanta, Rodopi, coll. « Faux titre », no 128, 1997.  (ISBN 90-420-0196-8 et 90-420-0169-0).
- « De l'improvisation au Théâtre des boulevards : le parcours de la parade entre 1708 et 1756 », dans Irène Mamczarz (dir.), La Commedia dell'Arte, le théâtre forain et les spectacles en plein air en Europe (XVIe – XVIIIe siècles), Paris, Klincksieck, 1998, p. 157-165.
- « Le Théâtre de foire à l’époque révolutionnaire : rupture ou continuité ? », dans Philippe Bourdin et Gérard Loubinoux (dir.), Les arts de la scène & la Révolution française, Clermont-Ferrand et Vizille, Presses universitaires Blaise-Pascal et Musée de la Révolution française, coll. « Histoires croisées », 2004, p. 73-92.
- « Pour une typologie des séries parodiques dans le théâtre du XVIIIe siècle », dans Sylvain Menant et Dominique Quéro (dir.) Séries parodiques au Siècle des lumières, Paris, Presses de l'Université de Paris-Sorbonne, coll. « Lettres françaises », 2005  (ISBN 2-84050-362-X).

Sur le numérique
- « French Studies and the Computer : Bridging the Gap Between Second Language Learning and Advanced Text Analysis », dans Computers and the Humanities : Today's Research, Tomorrow's Teaching, Toronto, Centre for Computing in the Humanities, 1986, p. 72-81.
- « L'ordinateur littéraire : considérations méthodologiques sur l'utilisation du micro-ordinateur dans une classe de littérature », Enjeux, no 12, mai 1987, p. 133-147 (avec Janet M. Paterson).
- « La SATOR et l'informatique : expériences, directions et perspectives », dans Jean Macary (dir.), Colloque de la SATOR à Fordham. Actes du Troisième colloque international de la SATOR, Université Fordham (25-28 juillet 1989), Paris-Seattle-Tübingen, Biblio 17, coll. « Papers on French Seventeenth Century Literature », 1991, p. 9-14.
- « La technologie au service de l'enseignement/apprentissage des langues : survol du projet RECALL, 1985-91 », La Revue canadienne des langues vivantes, vol. 48, no 4, juin 1992, p. 718-735 (avec Marie-Paule Ducretet et Charles Elkabas).
- « CÉSAR and the Study of Théâtre de société : Update and Prospects », Actes électroniques du Colloque CÉSAR des 21 et 22 juin 2004. 17th- and 18th-Century French Theatre Performances : Archival Research and Electronic Databases, The CESAR Project, 2004.

## Sources
- Benoît Melançon, « État de la recherche canadienne sur la littérature française du 18e siècle », Dix-huitième siècle, no 30, 1998, p. 233-243.  (ISSN 0070-6760),  (ISBN 2-13-049855-8)
- Marie-Emmanuelle Plagnol-Diéval et Dominique Quéro, « Nécrologie. À la mémoire de David Trott, 1er octobre 1940 - 2 mars 2005 », Bulletin de la Société française d’étude du dix-huitième siècle, troisième série, no 58, octobre 2005, p. 25  (ISSN 0988-9639).
- Marie Laure Girou Swiderski, Stéphanie Massé et Françoise Rubellin (dir.), Ris, masques et tréteaux. Aspects du théâtre du XVIIIe siècle. Mélanges en hommage à David A. Trott, Sainte-Foy (Québec), Presses de l’Université Laval, « Collections de la République des lettres », série « Symposiums », 2008, xi/384 p.  (ISBN 978-2-7637-8649-0).